# Arthur Newman
Arthur Newman, britanski general, * 1896, † 1976.
Leta 1944 je bil poveljnik Kraljevih marincev v Vzhodni Indiji.

## Odlikovanja
- MC: 3. junij 1916
- DFC: 5. april 1919
- red Karađorđevića 4. razreda z meči: 15. februar 1917